# Xiangfang
Xiangfang léase Siáng-Fáng (en chino:香坊区, pinyin:Xiāngfāng Qū) es un distrito urbano bajo la administración directa de la Subprovincia de Harbin, capital provincial de Heilongjiang , República Popular China. El distrito yace en una llanura con una altitud promedio de 119 m s. n. m. , ubicada en el centro financiero de la ciudad. Su área total es de 339 km² y su población proyectada para 2010 fue de 916 421 de habitantes.

## Administración
Desde el 15 de agosto de 2016 el distrito de Xiangfang se divide en 12 Subdistritos.
- Liming (黎明街道)
- Jianzhu (建筑街道)
- Hapinglu (哈平路街道)
- Lok (安乐街道)
- Jiankanglu (健康路街道)
- Daiqinglu (大庆路街道)
- Jinxiang  (进乡街道)
- Tongxiang  (通乡街道)
- Hepinglu (和平路街道)
- Minshenglu (民生路街道)
- Wenzheng  (文政街道)
- Wangzhaoxing (王兆街道).